# Alina Szenwald

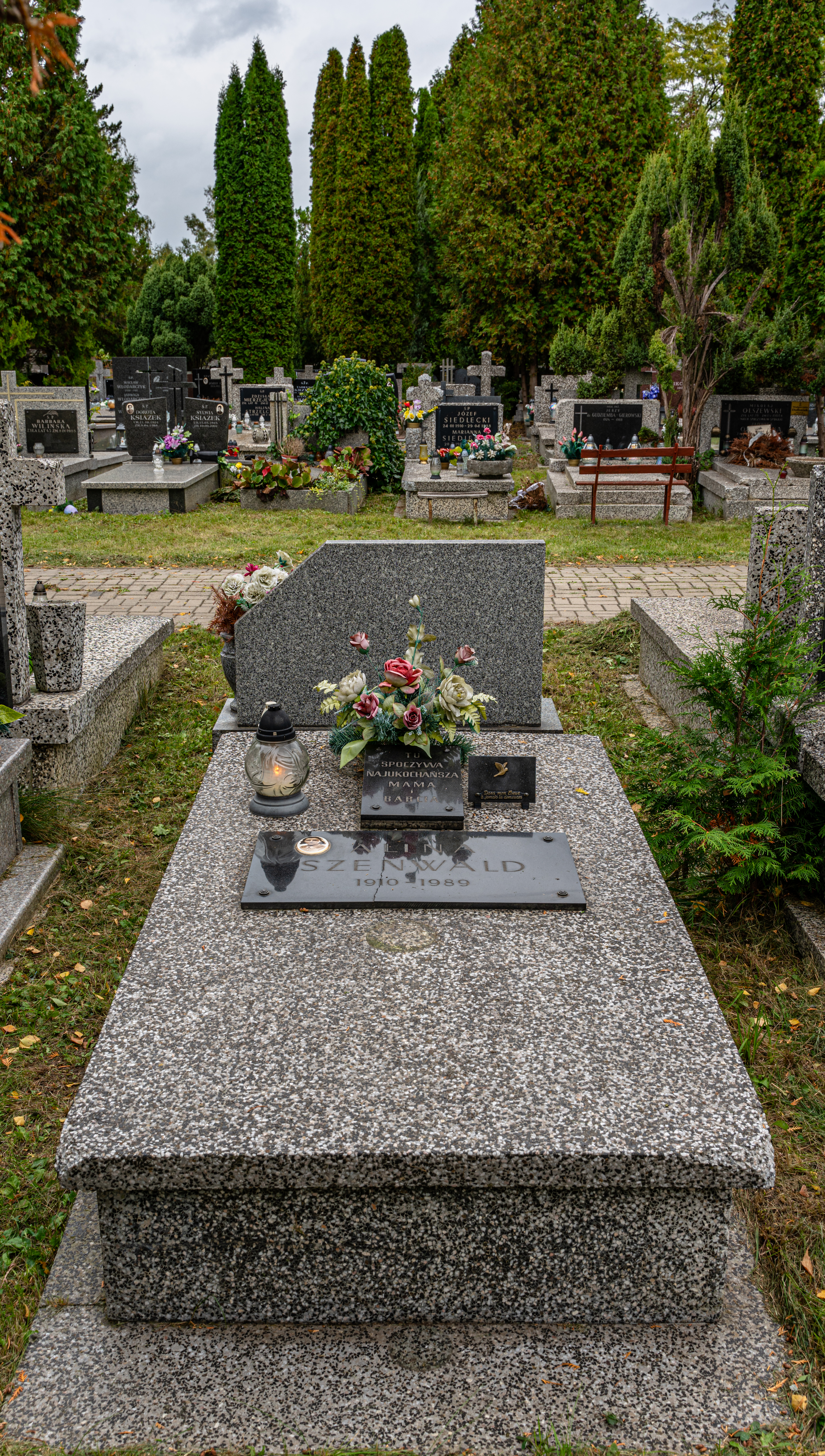
Grób Aliny Szenwald na cmentarzu Komunalnym Północnym w Warszawie

Alina Stefania Szenwald z domu Sochacka (ur. 24 grudnia 1910, zm. 1 maja 1989) – polska dziennikarka.

## Życiorys
Córka Henryka Sochackiego. Była przedwojenną komunistką, od 1937 żoną poety żołnierza Lucjana Szenwalda.
W latach 50. PRL była w Polskim Radiu naczelnym redaktorem w zakresie audycji literackich. Dokonywała adaptacji utworów literackich na potrzeby Teatru Polskiego Radia.
Zmarła 1 maja 1989 i została pochowana na cmentarzu Komunalnym Północnym w Warszawie (kwatera W-IX-9-2-15).

## Ordery i odznaczenia
- Krzyż Kawalerski Orderu Odrodzenia Polski (1954)[5]
- Medal 10-lecia Polski Ludowej (1955)[6]